# Cercocladia seitzi
Cercocladia seitzi är en fjärilsart som beskrevs av Max Wilhelm Karl Draudt 1931. Cercocladia seitzi ingår i släktet Cercocladia och familjen björnspinnare. Inga underarter finns listade i Catalogue of Life.